# ボーフォート家
ボーフォート家（House of Beaufort）は、イングランド王国の貴族の家系。ランカスター家の分家で、ランカスター公ジョン・オブ・ゴーントとキャサリン・スウィンフォードの間の4人の子供にボーフォートの姓が与えられたのが始まりである。この姓はフランス・アンジューのボーフォール城（Château de Beaufort）に由来する。4人は両親が結婚前に生まれた私生児であったが、従兄のリチャード2世によって嫡出子とされると同時に王位継承権から除外されている。後にも、異母兄のヘンリー4世によって王位継承権から除外されている。それにもかかわらず、子孫が王位を継ぐ結果となった。
プランタジネット朝末期からランカスター朝期にかけて、王家傍系の貴族として栄達を遂げた。薔薇戦争ではランカスター派に属したが、ヨーク派によって滅ぼされた。しかし、一族のマーガレット・ボーフォートの息子ヘンリー7世がヨーク家を倒してテューダー朝を興している。ヘンリー7世とその子孫（現イギリス王家に至る）だけでなく、ヨーク朝の全ての王、ジェームズ2世以降の全てのスコットランド君主が、ボーフォート家の血を引いている。
一方で庶系では、第3代サマセット公ヘンリー・ボーフォートの庶子チャールズ・サマセットの系統であるサマセット家が、今日まで男系で存続している。ヘンリー7世の又従弟にあたるチャールズは、ヘンリー8世によってウスター伯に叙爵された。その6代後の子孫である第3代ウスター侯ヘンリー・サマセットはチャールズ2世の王政復古を支援したことで、 1682年にボーフォート公に叙爵された。現在のサマセット家当主は、第12代ボーフォート公ヘンリー・サマセットである。

## 系図
|                            |                            |                            |                            |                            |                            |  |  | ブランシュ・オブ・ランカスター | ブランシュ・オブ・ランカスター | ブランシュ・オブ・ランカスター | ブランシュ・オブ・ランカスター | ブランシュ・オブ・ランカスター | ブランシュ・オブ・ランカスター |  |  | ジョン・オブ・ゴーント ランカスター公 | ジョン・オブ・ゴーント ランカスター公 | ジョン・オブ・ゴーント ランカスター公 | ジョン・オブ・ゴーント ランカスター公 | ジョン・オブ・ゴーント ランカスター公 | ジョン・オブ・ゴーント ランカスター公 |                            |                            | キャサリン・スウィンフォード | キャサリン・スウィンフォード | キャサリン・スウィンフォード | キャサリン・スウィンフォード | キャサリン・スウィンフォード | キャサリン・スウィンフォード |  |  |                         |                         |                         |                         |                         |                         |  |  |                     |                     |                     |                     |                                |                                |                                |                                |                                |                                |                                |                                |                                |                                |  |  |                            |                            |                            |                            |                            |                            |  |  |                              |                              |                              |                              |                              |                              |  |  |                          |                          |                          |                          |                          |                          |          |          |                              |                              |                              |                              |                                       |                                       |                                       |                                       |                                            |                                            |                                            |                                            |                                            |                                            |  |  |
|                            |                            |                            |                            |                            |                            |  |  | ブランシュ・オブ・ランカスター | ブランシュ・オブ・ランカスター | ブランシュ・オブ・ランカスター | ブランシュ・オブ・ランカスター | ブランシュ・オブ・ランカスター | ブランシュ・オブ・ランカスター |  |  | ジョン・オブ・ゴーント ランカスター公 | ジョン・オブ・ゴーント ランカスター公 | ジョン・オブ・ゴーント ランカスター公 | ジョン・オブ・ゴーント ランカスター公 | ジョン・オブ・ゴーント ランカスター公 | ジョン・オブ・ゴーント ランカスター公 |                            |                            | キャサリン・スウィンフォード | キャサリン・スウィンフォード | キャサリン・スウィンフォード | キャサリン・スウィンフォード | キャサリン・スウィンフォード | キャサリン・スウィンフォード |  |  |                         |                         |                         |                         |                         |                         |  |  |                     |                     |                     |                     |                                |                                |                                |                                |                                |                                |                                |                                |                                |                                |  |  |                            |                            |                            |                            |                            |                            |  |  |                              |                              |                              |                              |                              |                              |  |  |                          |                          |                          |                          |                          |                          |          |          |                              |                              |                              |                              |                                       |                                       |                                       |                                       |                                            |                                            |                                            |                                            |                                            |                                            |  |  |
|                            |                            |                            |                            |                            |                            |  |  |                                |                                |                                |                                |                                |                                |  |  |                                       |                                       |                                       |                                       |                                       |                                       |                            |                            |                              |                              |                              |                              |                              |                              |  |  |                         |                         |                         |                         |                         |                         |  |  |                     |                     |                     |                     |                                |                                |                                |                                |                                |                                |                                |                                |                                |                                |  |  |                            |                            |                            |                            |                            |                            |  |  |                              |                              |                              |                              |                              |                              |  |  |                          |                          |                          |                          |                          |                          |          |          |                              |                              |                              |                              |                                       |                                       |                                       |                                       |                                            |                                            |                                            |                                            |                                            |                                            |  |  |
|                            |                            |                            |                            |                            |                            |  |  |                                |                                |                                |                                |                                |                                |  |  |                                       |                                       |                                       |                                       |                                       |                                       |                            |                            |                              |                              |                              |                              |                              |                              |  |  |                         |                         |                         |                         |                         |                         |  |  |                     |                     |                     |                     |                                |                                |                                |                                |                                |                                |                                |                                |                                |                                |  |  |                            |                            |                            |                            |                            |                            |  |  |                              |                              |                              |                              |                              |                              |  |  |                          |                          |                          |                          |                          |                          |          |          |                              |                              |                              |                              |                                       |                                       |                                       |                                       |                                            |                                            |                                            |                                            |                                            |                                            |  |  |
| ヘンリー4世 イングランド王 | ヘンリー4世 イングランド王 | ヘンリー4世 イングランド王 | ヘンリー4世 イングランド王 | ヘンリー4世 イングランド王 | ヘンリー4世 イングランド王 |  |  |                                |                                |                                |                                |                                |                                |  |  |                                       |                                       |                                       |                                       |                                       |                                       |                            |                            | ジョン 初代サマセット伯      | ジョン 初代サマセット伯      | ジョン 初代サマセット伯      | ジョン 初代サマセット伯      | ジョン 初代サマセット伯      | ジョン 初代サマセット伯      |  |  | ヘンリー 枢機卿         | ヘンリー 枢機卿         | ヘンリー 枢機卿         | ヘンリー 枢機卿         | ヘンリー 枢機卿         | ヘンリー 枢機卿         |  |  | トマス エクセター公 | トマス エクセター公 | トマス エクセター公 | トマス エクセター公 | トマス エクセター公            | トマス エクセター公            |                                |                                |                                |                                |                                |                                |                                |                                |  |  |                            |                            |                            |                            |                            |                            |  |  |                              |                              |                              |                              |                              |                              |  |  |                          |                          |                          |                          | ジョウン                 | ジョウン                 | ジョウン | ジョウン | ジョウン                     | ジョウン                     |                              |                              | ラルフ・ネヴィル ウェストモーランド伯 | ラルフ・ネヴィル ウェストモーランド伯 | ラルフ・ネヴィル ウェストモーランド伯 | ラルフ・ネヴィル ウェストモーランド伯 | ラルフ・ネヴィル ウェストモーランド伯      | ラルフ・ネヴィル ウェストモーランド伯      |                                            |                                            |                                            |                                            |  |  |
| ヘンリー4世 イングランド王 | ヘンリー4世 イングランド王 | ヘンリー4世 イングランド王 | ヘンリー4世 イングランド王 | ヘンリー4世 イングランド王 | ヘンリー4世 イングランド王 |  |  |                                |                                |                                |                                |                                |                                |  |  |                                       |                                       |                                       |                                       |                                       |                                       |                            |                            | ジョン 初代サマセット伯      | ジョン 初代サマセット伯      | ジョン 初代サマセット伯      | ジョン 初代サマセット伯      | ジョン 初代サマセット伯      | ジョン 初代サマセット伯      |  |  | ヘンリー 枢機卿         | ヘンリー 枢機卿         | ヘンリー 枢機卿         | ヘンリー 枢機卿         | ヘンリー 枢機卿         | ヘンリー 枢機卿         |  |  | トマス エクセター公 | トマス エクセター公 | トマス エクセター公 | トマス エクセター公 | トマス エクセター公            | トマス エクセター公            |                                |                                |                                |                                |                                |                                |                                |                                |  |  |                            |                            |                            |                            |                            |                            |  |  |                              |                              |                              |                              |                              |                              |  |  |                          |                          |                          |                          | ジョウン                 | ジョウン                 | ジョウン | ジョウン | ジョウン                     | ジョウン                     |                              |                              | ラルフ・ネヴィル ウェストモーランド伯 | ラルフ・ネヴィル ウェストモーランド伯 | ラルフ・ネヴィル ウェストモーランド伯 | ラルフ・ネヴィル ウェストモーランド伯 | ラルフ・ネヴィル ウェストモーランド伯      | ラルフ・ネヴィル ウェストモーランド伯      |                                            |                                            |                                            |                                            |  |  |
|                            |                            |                            |                            |                            |                            |  |  |                                |                                |                                |                                |                                |                                |  |  |                                       |                                       |                                       |                                       |                                       |                                       |                            |                            |                              |                              |                              |                              |                              |                              |  |  |                         |                         |                         |                         |                         |                         |  |  |                     |                     |                     |                     |                                |                                |                                |                                |                                |                                |                                |                                |                                |                                |  |  |                            |                            |                            |                            |                            |                            |  |  |                              |                              |                              |                              |                              |                              |  |  |                          |                          |                          |                          |                          |                          |          |          |                              |                              |                              |                              |                                       |                                       |                                       |                                       |                                            |                                            |                                            |                                            |                                            |                                            |  |  |
|                            |                            |                            |                            |                            |                            |  |  |                                |                                |                                |                                |                                |                                |  |  |                                       |                                       |                                       |                                       |                                       |                                       |                            |                            |                              |                              |                              |                              |                              |                              |  |  |                         |                         |                         |                         |                         |                         |  |  |                     |                     |                     |                     |                                |                                |                                |                                |                                |                                |                                |                                |                                |                                |  |  |                            |                            |                            |                            |                            |                            |  |  |                              |                              |                              |                              |                              |                              |  |  |                          |                          |                          |                          |                          |                          |          |          |                              |                              |                              |                              |                                       |                                       |                                       |                                       |                                            |                                            |                                            |                                            |                                            |                                            |  |  |
| ヘンリー5世 イングランド王 | ヘンリー5世 イングランド王 | ヘンリー5世 イングランド王 | ヘンリー5世 イングランド王 | ヘンリー5世 イングランド王 | ヘンリー5世 イングランド王 |  |  | キャサリン・オブ・ヴァロワ     | キャサリン・オブ・ヴァロワ     | キャサリン・オブ・ヴァロワ     | キャサリン・オブ・ヴァロワ     | キャサリン・オブ・ヴァロワ     | キャサリン・オブ・ヴァロワ     |  |  | オウエン・テューダー                  | オウエン・テューダー                  | オウエン・テューダー                  | オウエン・テューダー                  | オウエン・テューダー                  | オウエン・テューダー                  |                            |                            | ヘンリー 第2代サマセット伯   | ヘンリー 第2代サマセット伯   | ヘンリー 第2代サマセット伯   | ヘンリー 第2代サマセット伯   | ヘンリー 第2代サマセット伯   | ヘンリー 第2代サマセット伯   |  |  | ジョン 初代サマセット公 | ジョン 初代サマセット公 | ジョン 初代サマセット公 | ジョン 初代サマセット公 | ジョン 初代サマセット公 | ジョン 初代サマセット公 |  |  | ジョーン            | ジョーン            | ジョーン            | ジョーン            | ジョーン                       | ジョーン                       |                                |                                | ジェームズ1世 スコットランド王 | ジェームズ1世 スコットランド王 | ジェームズ1世 スコットランド王 | ジェームズ1世 スコットランド王 | ジェームズ1世 スコットランド王 | ジェームズ1世 スコットランド王 |  |  | トマス ペルシュ伯          | トマス ペルシュ伯          | トマス ペルシュ伯          | トマス ペルシュ伯          | トマス ペルシュ伯          | トマス ペルシュ伯          |  |  | エドマンド 第2代サマセット公 | エドマンド 第2代サマセット公 | エドマンド 第2代サマセット公 | エドマンド 第2代サマセット公 | エドマンド 第2代サマセット公 | エドマンド 第2代サマセット公 |  |  | マーガレット             | マーガレット             | マーガレット             | マーガレット             | マーガレット             | マーガレット             |          |          | セシリー・ネヴィル           | セシリー・ネヴィル           | セシリー・ネヴィル           | セシリー・ネヴィル           | セシリー・ネヴィル                    | セシリー・ネヴィル                    |                                       |                                       | リチャード・プランタジネット 第3代ヨーク公 | リチャード・プランタジネット 第3代ヨーク公 | リチャード・プランタジネット 第3代ヨーク公 | リチャード・プランタジネット 第3代ヨーク公 | リチャード・プランタジネット 第3代ヨーク公 | リチャード・プランタジネット 第3代ヨーク公 |  |  |
| ヘンリー5世 イングランド王 | ヘンリー5世 イングランド王 | ヘンリー5世 イングランド王 | ヘンリー5世 イングランド王 | ヘンリー5世 イングランド王 | ヘンリー5世 イングランド王 |  |  | キャサリン・オブ・ヴァロワ     | キャサリン・オブ・ヴァロワ     | キャサリン・オブ・ヴァロワ     | キャサリン・オブ・ヴァロワ     | キャサリン・オブ・ヴァロワ     | キャサリン・オブ・ヴァロワ     |  |  | オウエン・テューダー                  | オウエン・テューダー                  | オウエン・テューダー                  | オウエン・テューダー                  | オウエン・テューダー                  | オウエン・テューダー                  |                            |                            | ヘンリー 第2代サマセット伯   | ヘンリー 第2代サマセット伯   | ヘンリー 第2代サマセット伯   | ヘンリー 第2代サマセット伯   | ヘンリー 第2代サマセット伯   | ヘンリー 第2代サマセット伯   |  |  | ジョン 初代サマセット公 | ジョン 初代サマセット公 | ジョン 初代サマセット公 | ジョン 初代サマセット公 | ジョン 初代サマセット公 | ジョン 初代サマセット公 |  |  | ジョーン            | ジョーン            | ジョーン            | ジョーン            | ジョーン                       | ジョーン                       |                                |                                | ジェームズ1世 スコットランド王 | ジェームズ1世 スコットランド王 | ジェームズ1世 スコットランド王 | ジェームズ1世 スコットランド王 | ジェームズ1世 スコットランド王 | ジェームズ1世 スコットランド王 |  |  | トマス ペルシュ伯          | トマス ペルシュ伯          | トマス ペルシュ伯          | トマス ペルシュ伯          | トマス ペルシュ伯          | トマス ペルシュ伯          |  |  | エドマンド 第2代サマセット公 | エドマンド 第2代サマセット公 | エドマンド 第2代サマセット公 | エドマンド 第2代サマセット公 | エドマンド 第2代サマセット公 | エドマンド 第2代サマセット公 |  |  | マーガレット             | マーガレット             | マーガレット             | マーガレット             | マーガレット             | マーガレット             |          |          | セシリー・ネヴィル           | セシリー・ネヴィル           | セシリー・ネヴィル           | セシリー・ネヴィル           | セシリー・ネヴィル                    | セシリー・ネヴィル                    |                                       |                                       | リチャード・プランタジネット 第3代ヨーク公 | リチャード・プランタジネット 第3代ヨーク公 | リチャード・プランタジネット 第3代ヨーク公 | リチャード・プランタジネット 第3代ヨーク公 | リチャード・プランタジネット 第3代ヨーク公 | リチャード・プランタジネット 第3代ヨーク公 |  |  |
|                            |                            |                            |                            |                            |                            |  |  |                                |                                |                                |                                |                                |                                |  |  |                                       |                                       |                                       |                                       |                                       |                                       |                            |                            |                              |                              |                              |                              |                              |                              |  |  |                         |                         |                         |                         |                         |                         |  |  |                     |                     |                     |                     |                                |                                |                                |                                |                                |                                |                                |                                |                                |                                |  |  |                            |                            |                            |                            |                            |                            |  |  |                              |                              |                              |                              |                              |                              |  |  |                          |                          |                          |                          |                          |                          |          |          |                              |                              |                              |                              |                                       |                                       |                                       |                                       |                                            |                                            |                                            |                                            |                                            |                                            |  |  |
|                            |                            |                            |                            |                            |                            |  |  |                                |                                |                                |                                |                                |                                |  |  |                                       |                                       |                                       |                                       |                                       |                                       |                            |                            |                              |                              |                              |                              |                              |                              |  |  |                         |                         |                         |                         |                         |                         |  |  |                     |                     |                     |                     |                                |                                |                                |                                |                                |                                |                                |                                |                                |                                |  |  |                            |                            |                            |                            |                            |                            |  |  |                              |                              |                              |                              |                              |                              |  |  |                          |                          |                          |                          |                          |                          |          |          |                              |                              |                              |                              |                                       |                                       |                                       |                                       |                                            |                                            |                                            |                                            |                                            |                                            |  |  |
| ヘンリー6世 イングランド王 | ヘンリー6世 イングランド王 | ヘンリー6世 イングランド王 | ヘンリー6世 イングランド王 | ヘンリー6世 イングランド王 | ヘンリー6世 イングランド王 |  |  |                                |                                |                                |                                |                                |                                |  |  | エドマンド・テューダー リッチモンド伯 | エドマンド・テューダー リッチモンド伯 | エドマンド・テューダー リッチモンド伯 | エドマンド・テューダー リッチモンド伯 | エドマンド・テューダー リッチモンド伯 | エドマンド・テューダー リッチモンド伯 |                            |                            | マーガレット                 | マーガレット                 | マーガレット                 | マーガレット                 | マーガレット                 | マーガレット                 |  |  |                         |                         |                         |                         |                         |                         |  |  |                     |                     |                     |                     | ジェームズ2世 スコットランド王 | ジェームズ2世 スコットランド王 | ジェームズ2世 スコットランド王 | ジェームズ2世 スコットランド王 | ジェームズ2世 スコットランド王 | ジェームズ2世 スコットランド王 |                                |                                |                                |                                |  |  | ヘンリー 第3代サマセット公 | ヘンリー 第3代サマセット公 | ヘンリー 第3代サマセット公 | ヘンリー 第3代サマセット公 | ヘンリー 第3代サマセット公 | ヘンリー 第3代サマセット公 |  |  | エドマンド 第4代サマセット公 | エドマンド 第4代サマセット公 | エドマンド 第4代サマセット公 | エドマンド 第4代サマセット公 | エドマンド 第4代サマセット公 | エドマンド 第4代サマセット公 |  |  |                          |                          |                          |                          |                          |                          |          |          | エドワード4世 イングランド王 | エドワード4世 イングランド王 | エドワード4世 イングランド王 | エドワード4世 イングランド王 | エドワード4世 イングランド王          | エドワード4世 イングランド王          |                                       |                                       | リチャード3世 イングランド王               | リチャード3世 イングランド王               | リチャード3世 イングランド王               | リチャード3世 イングランド王               | リチャード3世 イングランド王               | リチャード3世 イングランド王               |  |  |
| ヘンリー6世 イングランド王 | ヘンリー6世 イングランド王 | ヘンリー6世 イングランド王 | ヘンリー6世 イングランド王 | ヘンリー6世 イングランド王 | ヘンリー6世 イングランド王 |  |  |                                |                                |                                |                                |                                |                                |  |  | エドマンド・テューダー リッチモンド伯 | エドマンド・テューダー リッチモンド伯 | エドマンド・テューダー リッチモンド伯 | エドマンド・テューダー リッチモンド伯 | エドマンド・テューダー リッチモンド伯 | エドマンド・テューダー リッチモンド伯 |                            |                            | マーガレット                 | マーガレット                 | マーガレット                 | マーガレット                 | マーガレット                 | マーガレット                 |  |  |                         |                         |                         |                         |                         |                         |  |  |                     |                     |                     |                     | ジェームズ2世 スコットランド王 | ジェームズ2世 スコットランド王 | ジェームズ2世 スコットランド王 | ジェームズ2世 スコットランド王 | ジェームズ2世 スコットランド王 | ジェームズ2世 スコットランド王 |                                |                                |                                |                                |  |  | ヘンリー 第3代サマセット公 | ヘンリー 第3代サマセット公 | ヘンリー 第3代サマセット公 | ヘンリー 第3代サマセット公 | ヘンリー 第3代サマセット公 | ヘンリー 第3代サマセット公 |  |  | エドマンド 第4代サマセット公 | エドマンド 第4代サマセット公 | エドマンド 第4代サマセット公 | エドマンド 第4代サマセット公 | エドマンド 第4代サマセット公 | エドマンド 第4代サマセット公 |  |  |                          |                          |                          |                          |                          |                          |          |          | エドワード4世 イングランド王 | エドワード4世 イングランド王 | エドワード4世 イングランド王 | エドワード4世 イングランド王 | エドワード4世 イングランド王          | エドワード4世 イングランド王          |                                       |                                       | リチャード3世 イングランド王               | リチャード3世 イングランド王               | リチャード3世 イングランド王               | リチャード3世 イングランド王               | リチャード3世 イングランド王               | リチャード3世 イングランド王               |  |  |
|                            |                            |                            |                            |                            |                            |  |  |                                |                                |                                |                                |                                |                                |  |  |                                       |                                       |                                       |                                       |                                       |                                       |                            |                            |                              |                              |                              |                              |                              |                              |  |  |                         |                         |                         |                         |                         |                         |  |  |                     |                     |                     |                     |                                |                                |                                |                                |                                |                                |                                |                                |                                |                                |  |  |                            |                            |                            |                            |                            |                            |  |  |                              |                              |                              |                              |                              |                              |  |  |                          |                          |                          |                          |                          |                          |          |          |                              |                              |                              |                              |                                       |                                       |                                       |                                       |                                            |                                            |                                            |                                            |                                            |                                            |  |  |
|                            |                            |                            |                            |                            |                            |  |  |                                |                                |                                |                                |                                |                                |  |  |                                       |                                       |                                       |                                       |                                       |                                       |                            |                            |                              |                              |                              |                              |                              |                              |  |  |                         |                         |                         |                         |                         |                         |  |  |                     |                     |                     |                     |                                |                                |                                |                                |                                |                                |                                |                                |                                |                                |  |  |                            |                            |                            |                            |                            |                            |  |  |                              |                              |                              |                              |                              |                              |  |  |                          |                          |                          |                          |                          |                          |          |          |                              |                              |                              |                              |                                       |                                       |                                       |                                       |                                            |                                            |                                            |                                            |                                            |                                            |  |  |
|                            |                            |                            |                            |                            |                            |  |  |                                |                                |                                |                                |                                |                                |  |  |                                       |                                       |                                       |                                       | ヘンリー7世 イングランド王            | ヘンリー7世 イングランド王            | ヘンリー7世 イングランド王 | ヘンリー7世 イングランド王 | ヘンリー7世 イングランド王   | ヘンリー7世 イングランド王   |                              |                              |                              |                              |  |  |                         |                         |                         |                         |                         |                         |  |  |                     |                     |                     |                     |                                |                                |                                |                                |                                |                                |                                |                                |                                |                                |  |  | チャールズ 初代ウスター伯  | チャールズ 初代ウスター伯  | チャールズ 初代ウスター伯  | チャールズ 初代ウスター伯  | チャールズ 初代ウスター伯  | チャールズ 初代ウスター伯  |  |  |                              |                              |                              |                              |                              |                              |  |  | エリザベス・オブ・ヨーク | エリザベス・オブ・ヨーク | エリザベス・オブ・ヨーク | エリザベス・オブ・ヨーク | エリザベス・オブ・ヨーク | エリザベス・オブ・ヨーク |          |          | エドワード5世 イングランド王 | エドワード5世 イングランド王 | エドワード5世 イングランド王 | エドワード5世 イングランド王 | エドワード5世 イングランド王          | エドワード5世 イングランド王          |                                       |                                       |                                            |                                            |                                            |                                            |                                            |                                            |  |  |

凡例
- ボーフォート家の人物

## 備考
1. ↑  イングランド王ジェームズ2世（スコットランド王としては同7世）でなくその先祖。